# Красна (заказник)
Кра́сна — лісовий заказник місцевого значення в Україні. Об'єкт природно-заповідного фонду Івано-Франківської області. 
Розташований на території Надвінянського району Івано-Франківської області, на захід від села Красна. 
Площа 510 га. Статус присвоєно згідно з рішенням облвиконкому від 16.09.1980 року № 335. Перебуває у віданні ДП «Надвірнянський держлісгосп» (Надвірнянське л-во, кв. 30—37). 
Статус присвоєно для збереження частини лісового масиву, в якому переважають насадження берези і ялиці.